# آندرس اسکاروپ راسموسن
آندرس اسکاروپ راسموسن (دانمارکی: Anders Skaarup Rasmussen؛ زادهٔ ۱۵ فوریهٔ ۱۹۸۹) بدمینتون‌باز اهل دانمارک است.